# Église Sainte-Catherine-des-Cordiers de Rome
L'église Sainte-Catherine-des-Cordiers (en italien : chiesa di Santa Caterina dei Funari) est une église dédiée à sainte Catherine d'Alexandrie située à Rome dans le rione Sant'Angelo. 
Elle fut construite par Guidetto Guidetti (it) entre 1560 et 1564.

## Caractéristiques générales
L'église santa Maria dei Funari a été construite sur les instructions du cardinal Federico Cesi en lieu et place de la précédente Santa Maria Dominae Rosae datant du XIIe siècle.
La façade est en travertin similaire à celle de l'église Santo Spirito in Sassia.
L'intérieur est constitué d'une seule travée avec voûte et trois chapelles par côté.

## Décorations
- Fresques latérales et de la voûte : œuvres de Girolamo Muziano.
- Colonnes avec images de saints : œuvres de Federico Zuccari

Sur la droite :
- première chapelle : Sainte Barbara d'Annibale Carracci
- seconde chapelle : Déposition de Girolamo Muziano
- troisième chapelle : Assomption (1598) de Scipione Pulzone

Sur la gauche :
- chapelle majeure : Gloire de sainte Catherine de Livio Agresti, scènes de la Vie de sainte Catherine (1573) de Federico Zuccari et de Raffaellino da Reggio.
- Troisième chapelle : Scènes de la vie de  saint Jean-Baptiste de Marcello Venusti

## Galerie

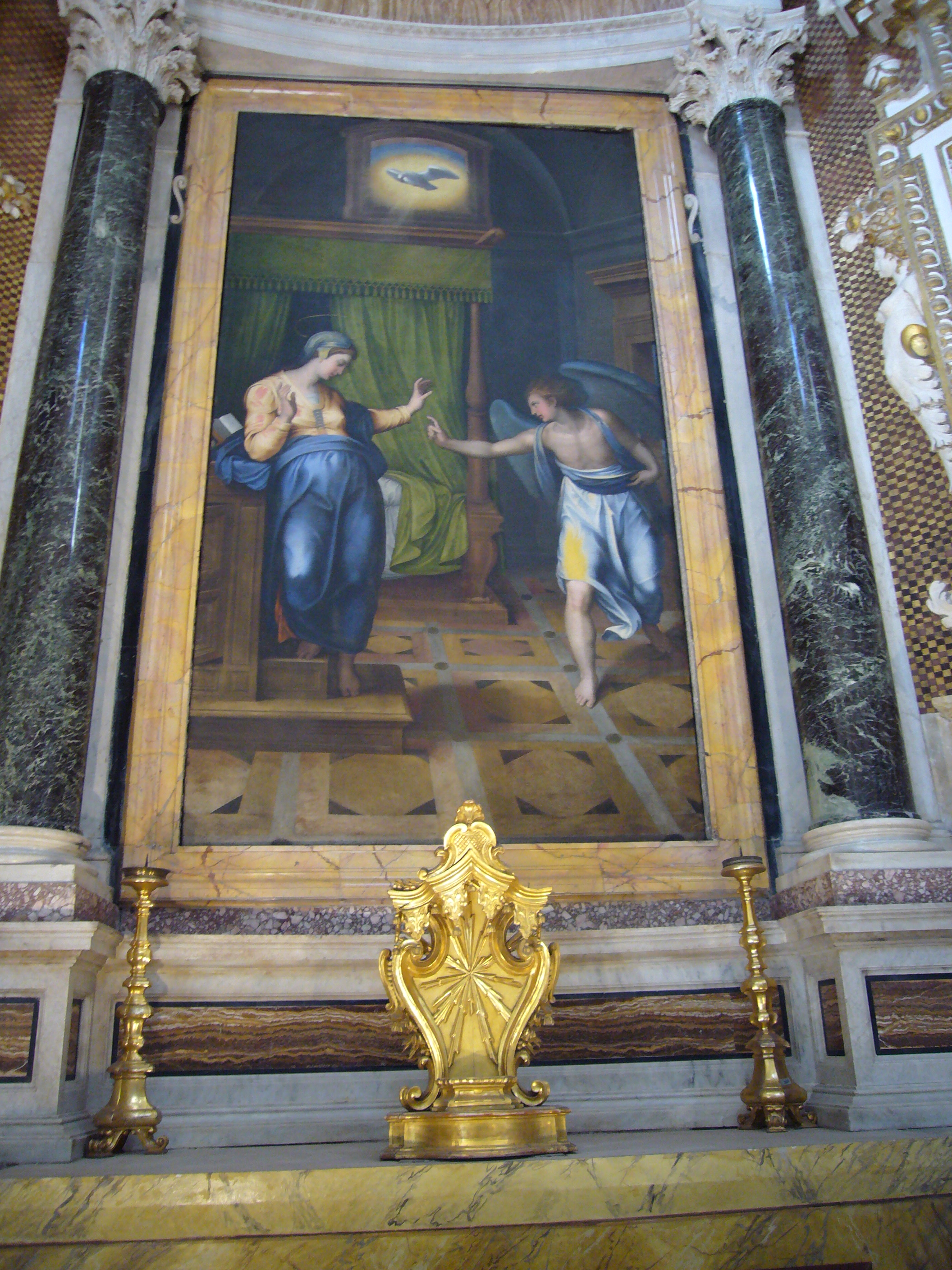
Annonciation
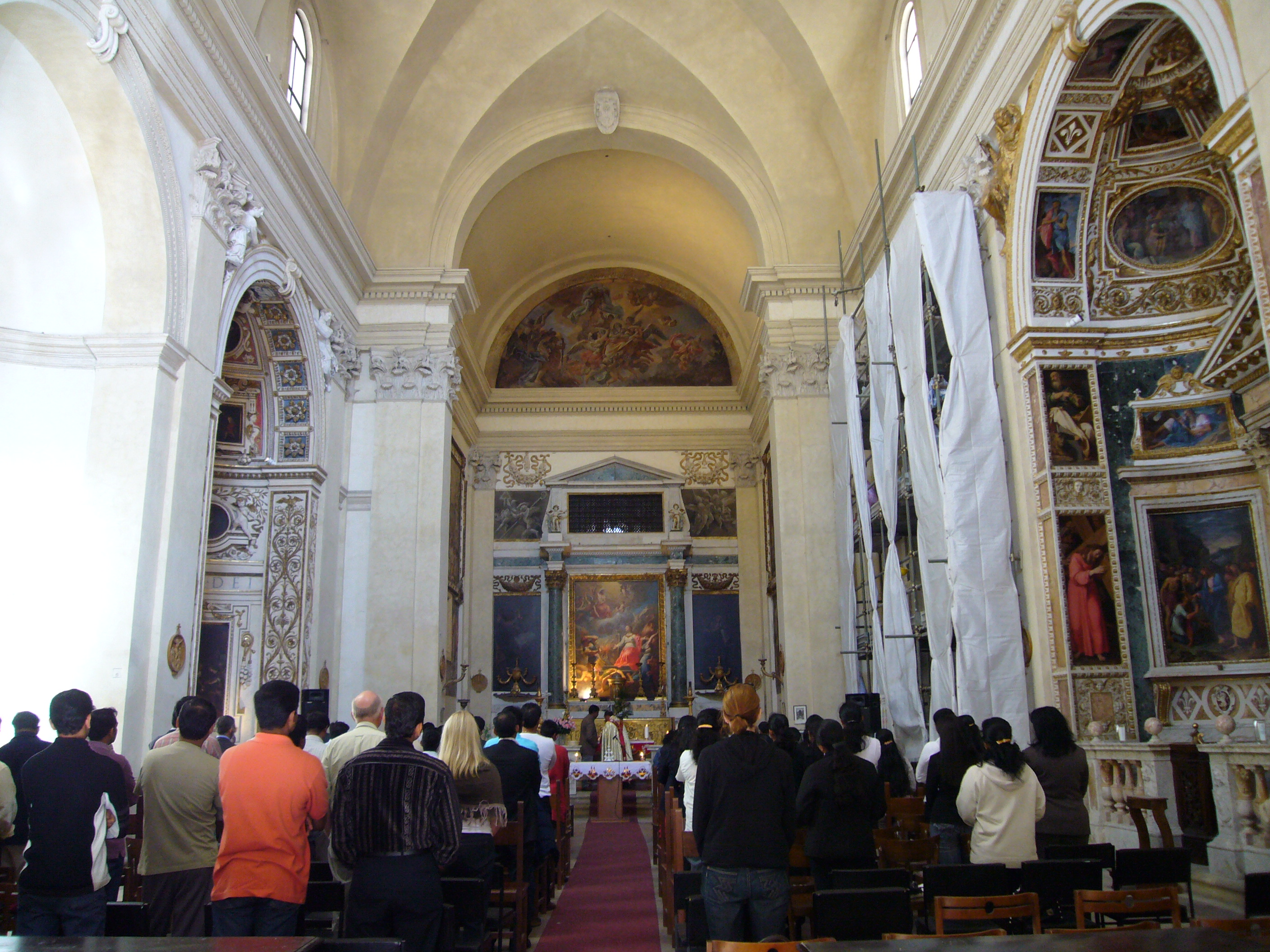
Intérieur
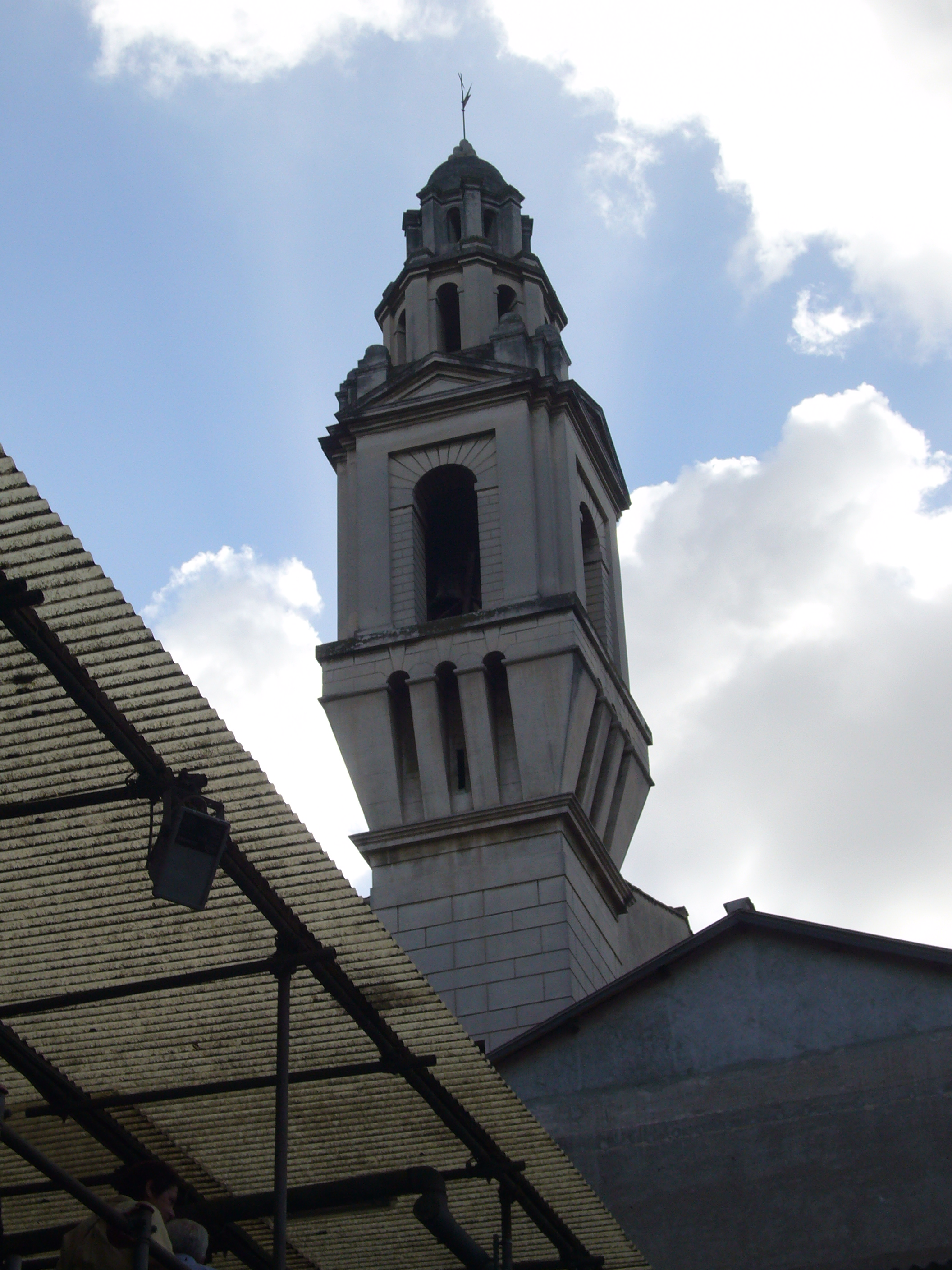
Campanile
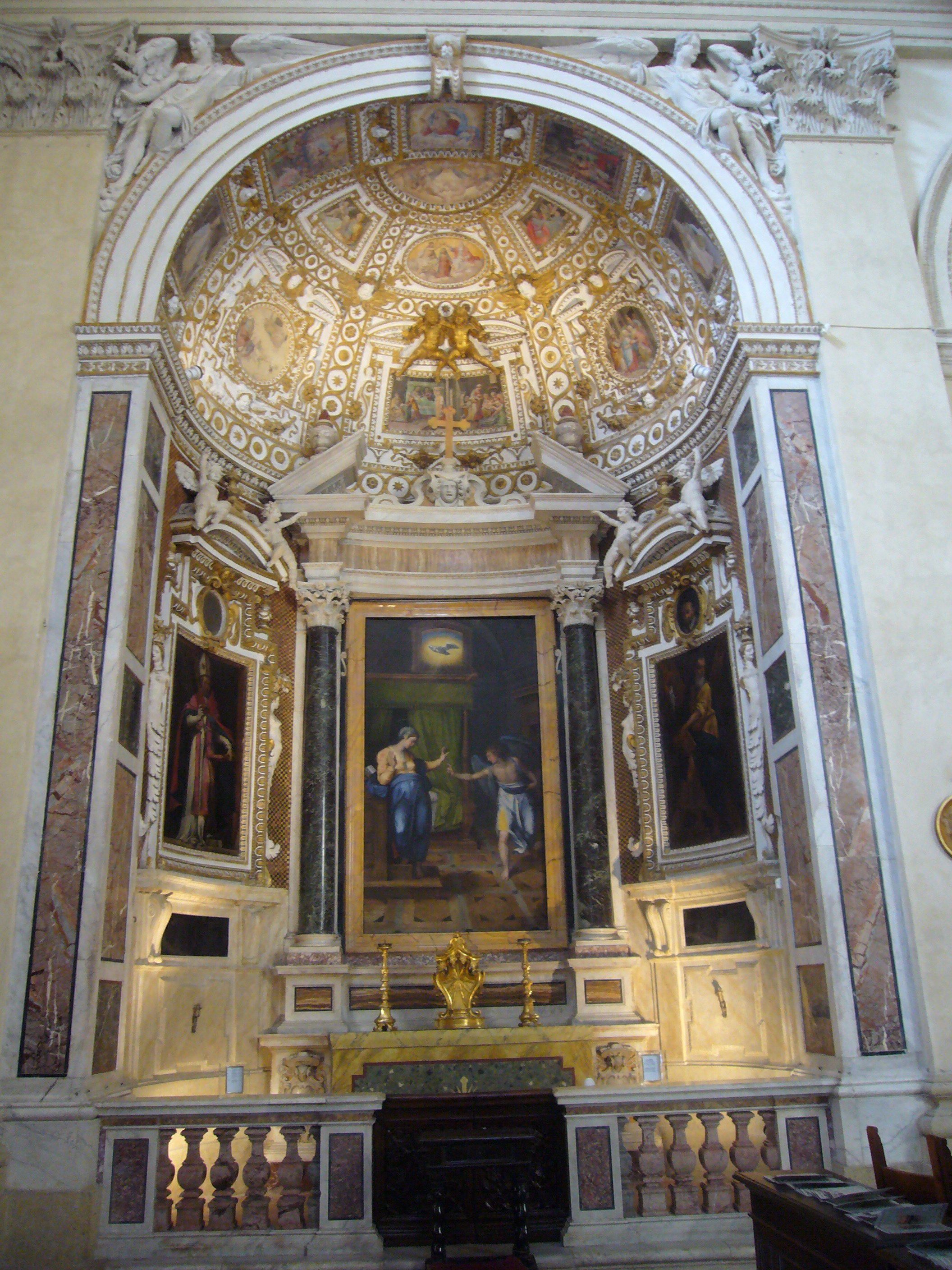
Chapelle Canuto
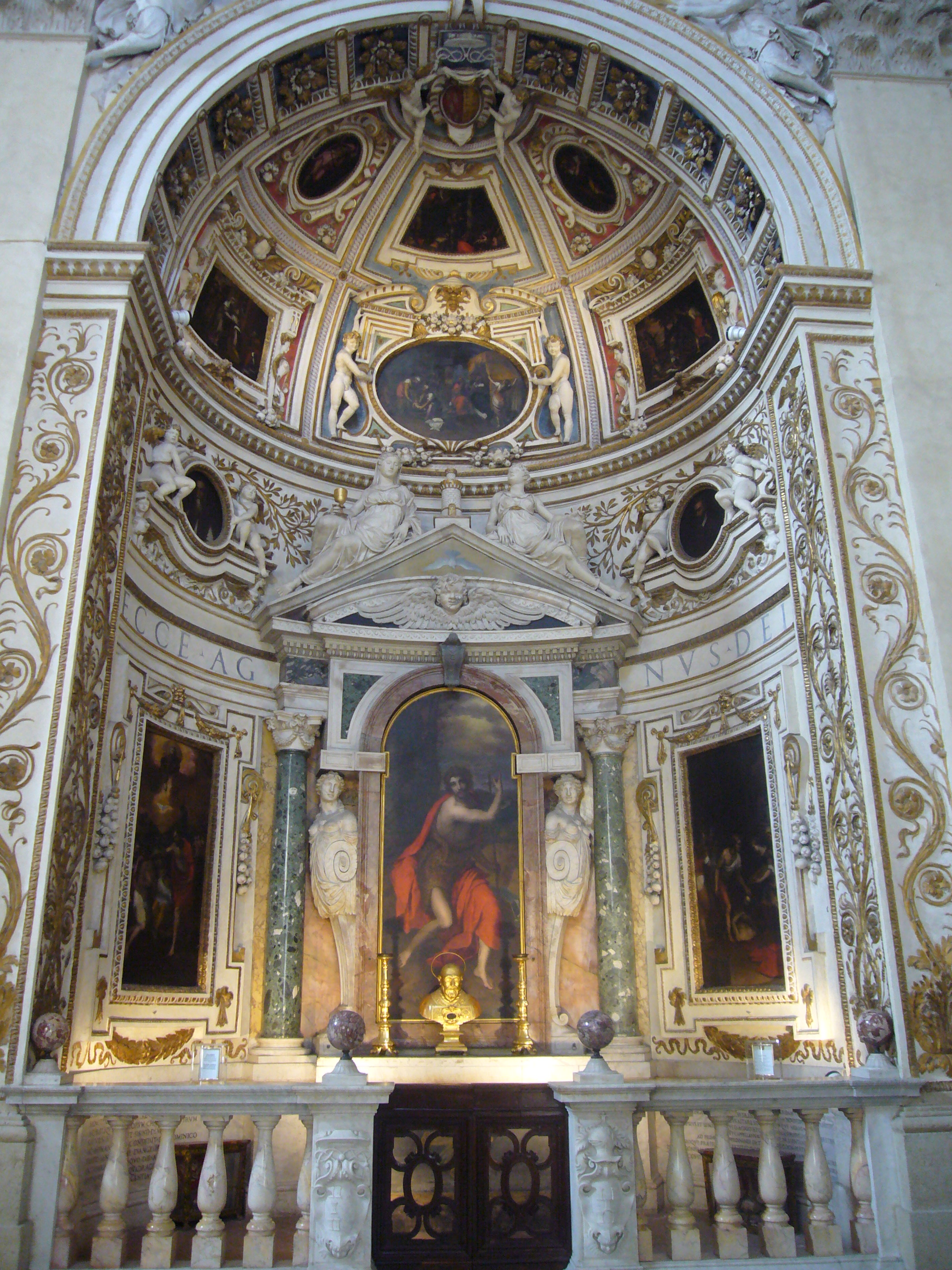
Chapelle de Torres